# روك سبرينغز
روك سبرينغز هي مدينة في الولايات المتحدة، تتبع مقاطعة سويتواتر، بلغ عدد سكانها 23٬036 نسمة، في 2010، تبلغ مساحتها 50٫104717 كيلومتر مربع.

## التاريخ
كانت روك سبرينغز مكان وقوع أحد أسوأ الحوادث المعادية للمهاجرين في التاريخ الأمريكي وهي مجزرة روك سبرينغز التي وقعت بين صفوف عمال المناجم بالقرب من روك سبرينغز بتاريخ 2 سبتمبر عام 1885.

## التركيبة السكانية
قام مكتب تعداد الولايات المتحدة بتحديد بيانات التركيبة السكانية لروك سبرينغزفي تعداد الولايات المتحدة. في ما يلي، التركيبة السكانية حسب تعدادي 2000 و2010.

### تعداد عام 2000
بلغ عدد سكان روك سبرينغز 425 نسمة بحسب تعداد عام 2000، وبلغ عدد الأسر 156 أسرة وعدد العائلات 117 عائلة مقيمة في القرية. في حين سجلت الكثافة السكانية 315.9 نسمة لكل ميل مربع (122.0/كم2). وبلغ عدد الوحدات السكنية 167 وحدة بمتوسط كثافة قدره 124.1 نسمة لكل ميل مربع (47.9/كم2).
وتوزع التركيب العرقي للقرية بنسبة 99.29% من البيض و 0.47% من الأمريكيين الأصليين و 0.24% من الأمريكيين الأفارقة.
بلغ عدد الأسر 156 أسرة كانت نسبة 38.5% منها لديها أطفال تحت سن الثامنة عشر تعيش معهم، وبلغت نسبة الأزواج القاطنين مع بعضهم البعض 62.2% من أصل المجموع الكلي للأسر، ونسبة 4.5% من الأسر كان لديها معيلات من الإناث دون وجود شريك، وكانت نسبة 25.0% من غير العائلات. تألفت نسبة 20.5% من أصل جميع الأسر من أفراد ونسبة 12.8% كانوا يعيش معهم شخص وحيد يبلغ من العمر 65 عاماً فما فوق. وبلغ متوسط حجم الأسرة المعيشية 3.14، أما متوسط حجم العائلات فبلغ 2.72.
بلغ العمر الوسطي للسكان 36 عاماً. وكانت نسبة 26.1% من القاطنين تحت سن الثامنة عشر، وكانت نسبة 9.2% بين الثامنة عشر والأربعة وعشرون عاماً، ونسبة 30.8% كانت واقعةً في الفئة العمرية ما بين الخامسة والعشرون حتى والأربعة وأربعون عاماً، ونسبة 20.5% كانت ما بين الخامسة والأربعون حتى الرابعة والستون، ونسبة 13.4% كانت ضمن فئة الخامسة والستون عاماً فما فوق. يوجد لكل 100 أنثى 97.7 ذكر، ويوجد لكل 100 أنثى في الثامنة عشر من عمرها فما فوق 97.5 ذكر.
بلغ متوسط دخل الأسرة في القرية 41,500 دولار، أما متوسط دخل العائلة فبلغ 51,071 دولار. وكان متوسط دخل الذكور 31,932 دولار مقابل 21,125 دولار للإناث. وسجل دخل الفرد الخاص بالقرية 17,689 دولار. وكانت نسبة 6.0% من العائلات ونسبة 10.1% من السكان تحت خط الفقر، وكان من هؤلاء نسبة 8.2% تحت سن الثامنة عشر ونسبة 10.0% في الخامسة والستين من العمر وما فوق.

### تعداد عام 2010
بلغ عدد سكان روك سبرينغز 362 نسمة بحسب تعداد عام 2010، وبلغ عدد الأسر 137 أسرة وعدد العائلات 99 عائلة مقيمة في القرية. في حين سجلت الكثافة السكانية 274.2 نسمة لكل ميل مربع (105.9/كم2). وبلغ عدد الوحدات السكنية 150 وحدة بمتوسط كثافة قدره 113.6 لكل ميل مربع (43.9/كم2).
وتوزع التركيب العرقي للقرية بنسبة 96.4% من البيض و 1.1% من الأمريكيين الأصليين و 2.5% من عرقين مختلطين أو أكثر.
بلغ عدد الأسر 137 أسرة كانت نسبة 35.8% منها لديها أطفال تحت سن الثامنة عشر تعيش معهم، وبلغت نسبة الأزواج القاطنين مع بعضهم البعض 49.6% من أصل المجموع الكلي للأسر، ونسبة 12.4% من الأسر كان لديها معيلات من الإناث دون وجود شريك، بينما كانت نسبة 10.2% من الأسر لديها معيلون من الذكور دون وجود شريكة وكانت نسبة 27.7% من غير العائلات. تألفت نسبة 16.1% من أصل جميع الأسر من أفراد ونسبة 4.3% كانوا يعيش معهم شخص وحيد يبلغ من العمر 65 عاماً فما فوق. وبلغ متوسط حجم الأسرة المعيشية 2.96، أما متوسط حجم العائلات فبلغ 2.64.
بلغ العمر الوسطي للسكان 37.2 عاماً. وكانت نسبة 26.5% من القاطنين تحت سن الثامنة عشر، وكانت نسبة 7.7% بين الثامنة عشر والأربعة وعشرون عاماً، ونسبة 27.4% كانت واقعةً في الفئة العمرية ما بين الخامسة والعشرون حتى والأربعة وأربعون عاماً، ونسبة 26.8% كانت ما بين الخامسة والأربعون حتى الرابعة والستون، ونسبة 11.6% كانت ضمن فئة الخامسة والستون عاماً فما فوق. وتوزع التركيب الجنسي للسكان بنسبة 49.2% ذكور و50.8% إناث.

## المناخ
لروك سبرينغز مناخ شبه قاحل تبعاً لتصنيف كوبن للمناخ، وتتسم فصول الشتاء بالبرودة وتساقط الثلوج، فيما تميل فصول الصيف للدفئ. تتوزع الهطولات المطرية توزعاً متساوياً تقريباً على مدار العام، فتُسجل معدلات الأمطار خلال معظم الشهور ما يتراوح من .50 بوصة (13 مـم) إلى .60 بوصة (15 مـم)، ولكن عادةً ما يكون شهر مايو أكثر شهور السنة هطولاً للأمطار بمعدل يبلغ 1.20 بوصة (30.5 مـم).
| البيانات المناخية لـروك سبرينغز          | البيانات المناخية لـروك سبرينغز | البيانات المناخية لـروك سبرينغز | البيانات المناخية لـروك سبرينغز | البيانات المناخية لـروك سبرينغز | البيانات المناخية لـروك سبرينغز | البيانات المناخية لـروك سبرينغز | البيانات المناخية لـروك سبرينغز | البيانات المناخية لـروك سبرينغز | البيانات المناخية لـروك سبرينغز | البيانات المناخية لـروك سبرينغز | البيانات المناخية لـروك سبرينغز | البيانات المناخية لـروك سبرينغز | البيانات المناخية لـروك سبرينغز |
| الشهر                                    | يناير                           | فبراير                          | مارس                            | أبريل                           | مايو                            | يونيو                           | يوليو                           | أغسطس                           | سبتمبر                          | أكتوبر                          | نوفمبر                          | ديسمبر                          | المعدل السنوي                   |
| ---------------------------------------- | ------------------------------- | ------------------------------- | ------------------------------- | ------------------------------- | ------------------------------- | ------------------------------- | ------------------------------- | ------------------------------- | ------------------------------- | ------------------------------- | ------------------------------- | ------------------------------- | ------------------------------- |
| الدرجة القصوى °ف (°م)                    | 55 (13)                         | 60 (16)                         | 71 (22)                         | 79 (26)                         | 90 (32)                         | 96 (36)                         | 98 (37)                         | 96 (36)                         | 89 (32)                         | 85 (29)                         | 66 (19)                         | 57 (14)                         | 98 (37)                         |
| متوسط درجة الحرارة الكبرى °ف (°م)        | 27.3 (−2.6)                     | 31.6 (−0.2)                     | 40.9 (4.9)                      | 51.0 (10.6)                     | 61.7 (16.5)                     | 73.6 (23.1)                     | 81.5 (27.5)                     | 79.9 (26.6)                     | 68.6 (20.3)                     | 55.6 (13.1)                     | 38.3 (3.5)                      | 29.0 (−1.7)                     | 53.3 (11.8)                     |
| المتوسط اليومي °ف (°م)                   | 19.0 (−7.2)                     | 22.7 (−5.2)                     | 31.6 (−0.2)                     | 39.7 (4.3)                      | 49.3 (9.6)                      | 59.6 (15.3)                     | 66.8 (19.3)                     | 65.2 (18.4)                     | 54.9 (12.7)                     | 43.5 (6.4)                      | 28.8 (−1.8)                     | 20.2 (−6.6)                     | 41.8 (5.4)                      |
| متوسط درجة الحرارة الصغرى °ف (°م)        | 10.7 (−11.8)                    | 13.8 (−10.1)                    | 22.2 (−5.4)                     | 28.4 (−2.0)                     | 36.8 (2.7)                      | 45.6 (7.6)                      | 52.1 (11.2)                     | 50.5 (10.3)                     | 41.2 (5.1)                      | 31.4 (−0.3)                     | 19.3 (−7.1)                     | 11.4 (−11.4)                    | 30.3 (−0.9)                     |
| أدنى درجة حرارة °ف (°م)                  | −37 (−38)                       | −29 (−34)                       | −12 (−24)                       | 2 (−17)                         | 14 (−10)                        | 26 (−3)                         | 35 (2)                          | 33 (1)                          | 5 (−15)                         | 3 (−16)                         | −13 (−25)                       | −29 (−34)                       | −37 (−38)                       |
| الهطول إنش (مم)                          | 0.61 (15)                       | 0.52 (13)                       | 0.78 (20)                       | 1.02 (26)                       | 1.36 (35)                       | 0.68 (17)                       | 0.93 (24)                       | 0.58 (15)                       | 0.87 (22)                       | 0.87 (22)                       | 0.63 (16)                       | 0.61 (15)                       | 9.46 (240)                      |
| المصدر #1: NOAA (normals, 1971–2000)     |                                 |                                 |                                 |                                 |                                 |                                 |                                 |                                 |                                 |                                 |                                 |                                 |                                 |
| المصدر #2: The Weather Channel (Records) |                                 |                                 |                                 |                                 |                                 |                                 |                                 |                                 |                                 |                                 |                                 |                                 |                                 |

## مدن توأم
المدن التوأم:
- شكوفجا لوكا.